# Udstødningsgas
 For alternative betydninger, se Udstødningssystem.
Udstødningsgas er gas som forekommer som et resultat af forbrændning af brændstof som benzin eller dieselolie. Den bliver sluppet ud i atmosfæren gennem udstødningsrør, piber eller skorstene.
Selv om udstødningen i høj grad består af relativt ufarlig kuldioxid, indeholder den også giftige gasser som kulilte, kulbrinter, nitrogenoxid og partikler.
Udslipsstandarder har ofte fokus på at reducere udslip af giftige gasser.
| Bæredygtighed | Spire Denne artikel om bæredygtighed og miljø er en spire som bør udbygges. Du er velkommen til at hjælpe Wikipedia ved at udvide den. |